# Title (commande)
Pour les articles homonymes, voir Title.
Title est une commande MS-DOS permettant de modifier le titre d’une console,.

## Usage
On utilise la commande title avec title nouveauTitre.